# Сухоруких Анатолій Іванович
Анатолій Іванович Сухоруких (1935—2015) — радянський український живописець. Голова відділення Національної спілки художників України у місті Севастополь (1994). Народний художник України (2009).

## Біографія
Народився 20 грудня 1935 року, у місті Новочеркаськ. У сім'ї військового, батько загинув у Другій світовій війні. У 1944 році мати привезла трьох дітей до Криму, до звільненого Севастополя. Навчався на курсі В. Д. Бернадського у Кримському художньому училищі ім. Н. С. Самокіша, яке закінчив у 1960 році з перервою на службу в армії. Потім закінчив Харківський художньо-промисловий інститут (1966). Викладачі за фахом – О. Хмельницький, О. Константинопольський. Дипломна робота — картина «Матері Севастополя» відзначена як одна з найкращих дипломних робіт на конкурсі молодих художників, випускників мистецьких вишів СРСР у Києві грамотою ЦК ВЛКСМ.
З 1966 року жив та працював у Севастополі. Член Національної спілки художників України з 1973 року. Голова відділення Національної спілки художників України у місті Севастополь (1994). Організатор та керівник щорічних Всеукраїнських Севастопольських пленерів з 1997 року. Заслужений діяч мистецтв України (1998). Нагороджений Золотою медаллю Академії мистецтв України (2006). Народний художник України (2009). Помер у Севастополі 21 серпня 2015.